# Nghị quyết 1624 của Hội đồng Bảo an Liên Hợp Quốc
Nghị quyết 1624 của Hội đồng Bảo an Liên hợp quốc được nhất trí thông qua tại Hội nghị thượng đỉnh thế giới năm 2005 vào ngày 14 tháng 9 năm 2005. Sau khi khẳng định lại các nghị quyết trước đây về chống khủng bố, bao gồm các nghị quyết 1267 (1999), 1373 (2001), 1535 (2004), 1540 (2004), 1566 (2004) và 1617 (2005), Hội đồng kêu gọi tất cả các quốc gia hợp tác để tăng cường an ninh biên giới quốc tế bằng cách tăng cường các thủ tục sàng lọc khủng bố và an ninh hành khách.
Nghị quyết 1624, cùng với Nghị quyết 1625 (2005), được thông qua tại cuộc họp của các nguyên thủ quốc gia và người đứng đầu chính phủ. Nghị quyết do Vương quốc Anh soạn thảo.